# Толстотел уссурийский
Толстотел уссурийский или коконопряд бедреннопятнистый (Paralebeda femorata) — ночная бабочка семейства коконопрядов.

## Описание
Крупная и мощная бабочка, являющаяся крупнейшим представителем семейства в фауне России и бывшего СССР. Размах крыльев самок достигает 90—115 мм. Самцы значительно мельче, их размах крыльев достигает только 74 мм. Передние крылья несколько удлинённые, с приостренной вершиной и с неглубокой плавной выемкой на наружном крае (особенно выраженная у самок). Рисунок переднего крыла образован замкнутым костально медиальным полем, с характерным внутренним «горбом». На заднем крыле жилка М2 и М3 отходят на общем стебельке. Характерен выраженный половой диморфизм. Губные щупики умеренной длины, густо опушенные короткими волосками, с плавно округлой вершиной. Глаза полушаровидной формы, голые. Голени задних ног имеют шпоры.

## Ареал
Притихоокеанский суббореальный южно-лесной вид. Россия (Приамурье, Приморье), Корейский полуостров, Китай, Тайвань, Бутан, Непал, северная Индия, Пакистан и северный Вьетнам.
Вид населяет влажные широколиственные леса; типичен для низкогорий. Крайне редко вид поднимается выше высот 1000 м над ур. моря.
Южнее Дальнего Востока России вид встречается симпатрично с Р. plagifera, от которого он отличается горбовидным медиальным пятном и наличием тёмного торнального пятна.

## Биология
Развивается в одном за год. Время лёта длится с конца июня до начала августа. Бабочки не питаются и полностью живут за счет запаса питательных веществ, накопленных на стадии гусеницы. Зимуют гусеницы среднего возраста. . Развитие гусениц медленное, даже на крайнем юге ареала. Гусеницы развиваются на бархате, Phellodendron amurense, дубе, сливе, боярышнике, иве, сирени, поедая их листья. Окукливание в плотном коконе на стволе кормового растения или между листьями.

## Систематика
Первоначально описанный как вид, данный таксон длительное время рассматривался в статусе подвида Paralebeda plagifera. В настоящее время эти таксоны рассматриваются как принципиально разные виды, относящиеся к разным подродам на основании строения эдеагуса, который у Paralebeda plagifera характеризуется очень длинной вершиной клювовидной формы.

### Подвиды
Вид чётко разделяется на подвиды, которые очень хорошо диагностируются как своими размерными характеристиками, так и степенью выраженности медиального и торнального рисунка передних крыльев.
- Paralebeda femorata femorata (Дальний Восток России)
- Paralebeda femorata karmata Zolotuhin, 1996 (Пакистан, северная Индия, Непал, Бутан, юго-восточный Китай)
- Paralebeda femorata mirabilis Zolotuhin, 1996 (Тайвань)
- Paralebeda femorata titanica Zolotuhin & Witt, 2000 (южный Китай, северный Вьетнам)